# 下灘村 (愛媛県伊予郡)
下灘村（しもなだむら）は、1955年（昭和30年）まで愛媛県の伊予郡にあった村である。1955年に東に隣接する上灘町と新設合併し、双海町（ふたみちょう）となり、自治体としての歴史を閉じた。その後、さらに平成の合併により伊予市・中山町と合併して伊予市となり、現在に至る。伊予市の南西部端にあたる。
「下灘」は下灘駅や下灘小学校などの名称として現在も継承されている。

## 位置・地形
伊予郡の西端に位置する。北を瀬戸内海（伊予灘）に面し、東は海岸線続きで上灘町に、同様に西は喜多郡長浜町に、南を山地で喜多郡内子町に接する。
山地が海に落ち込む地形をしており、平地には恵まれない。

## 社会

### 地域・集落
大字
明治の合併による村の成立時、構成した3つの村である石畳（いしただみ）、串（くし）、大久保（おおくぼ）がそのまま大字となった。このうち、大字石畳は役場があった沿岸部から遠く、山腹に集落が点在するなどやや地域特性を異にしていることもあり、1908年（明治41年）に区域変更、満穂村に編入され、2大字となる。これは上灘町との合併まで続いた。
集落の成り立ち
風雨や波浪等の自然災害の危険性が高く、飲料水を河川の表流水に依存していた時代では海岸より少し高台に集落は発生した。やがて風浪に耐える建築技術の発達普及もあり、海岸線に沿って集落が生成されるに至った。のちには沿岸または高台に集落が点在しているが、
集落（小組）
大字は複数の集落（古くは「部落」と呼ばれていたが次第に「集落」という呼び方が定着した。「小組」とも呼ばれることもある）からなる。それぞれ以下のとおりである。
大字大久保　（5集落）
本谷・石ノ久保・閏住・富岡・日喰
大字串　（11集落）
上浜、下浜、奥東、奥西、池之窪、本村、富貴、松尾、壺神、満野、法師（1948年（昭和23年）に松尾集落に吸収）
このうち奥東と奥西は「奥」と呼ばれていたが大正期に豊田川を境に2つに分割して成立。
壺神は1947年（昭和22年）に開拓地として入植、「富貴」組に属していたが、1962年（昭和37年）に分離独立した。
1995年（平成7年）に満野集落から満野空・満野浜が形成。

### 人口
- 明治37年　813戸、4440人[2]
- 大正10年　620戸、3631人

### 行政
役場
当初は大字大久保におかれたが、のちに大字串に移転した。
歴代村長
- 都築三喜太郎　明治23年3月28日 - 明治38年3月8日
- 上田常太郎　明治38年3月9日 - 明治42年3月8日
- 岡井門太郎　明治42年3月9日 - 明治43年1月8日
- 栗坂善三郎　明治43年1月9日 - 大正4年1月27日
- 閏木彦市　大正4年1月28日 - 大正8年3月3日
- 山岡久太郎　大正8年3月4日 - 大正10年2月25日
- 矢野盛吉　大正10年8月29日 - 大正13年3月25日
- 久保勝太郎　大正13年4月10日 - 昭和3年4月9日
- 栗坂一眞　昭和3年4月28日 - 昭和11年7月31日
- 石田美嘉太　昭和12年11月4日 - 昭和16年11月3日
- 栗坂一眞　昭和16年11月9日 - 昭和18年9月23日
- 閏木彦市　昭和18年10月12日  -昭和21年11月3日

自治制度変更以降
- 黒田増盛　昭和22年4月14日 - 昭和26年4月3日
- 松田彌太郎　昭和26年4月23日 - 昭和30年3月30日　-町村合併、初代町長となり、後に双海町の名誉町民に叙せられる

## 学校
小中学校の統合はいずれも閉村後行われた。現在、小学校が1校のみ現存している。
小学校
- 下灘小学校　現存
- 同　大久保分教場　–1961年（昭和36年）閉校
- 富貴小学校　–　昭和40年（1965年）下灘小学校に統合

中学校
- 下灘中学校 - 上灘中学校と統合し双海中学校となっている。

## 歴史
中世
黒山城があり、大久保・豊田地区を統治していた。
明治以降
- 1889年（明治22年）- 石畳、串、大久保の3箇村が合併して下灘村が成立。最初は下浮穴郡に属し、のち伊豫郡に移る。
- 1908年（明治41年） - 地理的な事情から石畳は喜多郡満穂村に区域変更。
- 1909年（明治42年）4月 - 大字串で原因不明の火災が発生し、山林3町6反余が焼失。 https://www.shikoku-saigai.com/archives/17551　四国災害アーカイブス
- 1935年（昭和10年）6月　-国鉄の予讃本線が当村まで開通、大字大久保に下灘駅が設置。
- 1935年（昭和10年）10月　-予讃本線が隣の伊予長浜駅まで開通、喜多灘村（後に長浜町）との境に喜多灘駅設置。
- 1955年（昭和30年） - 昭和の大合併により上灘町と合併して双海町となり、自治体としては消滅。

## 交通
鉄道　予讃本線　現在の海岸回り
村内の駅 : 下灘駅 - 1935年（昭和10年）6月上灘から下灘の区間が開業。同年10月、伊予長浜駅までの延伸開業に伴い喜多灘駅設置。同駅の設置場所は喜多郡長浜町域であるが、構内の一部が下灘村域に含まれる。
下灘駅と喜多灘駅との間に位置する串駅は1964年（昭和39年）設置と、双海町となってからの開業。
道路　
現在の国道378号に相当する道路が村内を縦断し、松山・郡中方面や長浜方面へとつなぐ幹線であった。地形から、崖地を切り開いた区間が多く、幅員も狭隘で土砂崩れが発生しがちであった。また、南に接する内子・石畳集落へは山地を横切る道路がある。　

## 産業
山地が海岸に迫る地形のため、沿岸漁業を主たる生業とした漁村であったが、1919年（大正8）年ころに角田工美吉（後に下灘園芸組合長さらに伊予園芸農業協同組合長となる）によりウンシュウミカンの苗が導入され、さらに戦後の食糧増産時には背後地の山肌が開墾され、栽培も行なわれたものの、園地の多くが北斜面であり日照や冬季の季節風の吹き付けなど栽培条件に恵まれないうえ、価格暴落が重なり、根付かなかった。